# Ivan Origone
Ivan Origone (* 31. März 1987 in Aosta) ist ein italienischer Alpin- und Geschwindigkeitsskifahrer.

## Werdegang
Origone war von 2002 bis 2007 im alpinen Skisport aktiv. Am 3. April 2005 gab er sein Debüt im Speedski-Weltcup. Bei seinen ersten Speedski-Weltmeisterschaften 2005 in Breuil-Cervinia belegte er den dritten Platz in der Speed-Downhill-Junior-Klasse. In der Saison 2007/08 gewann er den Gesamtweltcup in der Speed-1-Klasse. Mit 250,7 km/h hält Origone den Junioren-Geschwindigkeits-Weltrekord, aufgestellt in Les Arcs. 2015 krönte er sich in Pas de la Casa vor Bruder Simone erstmals zum Weltmeister. Zudem gewann er erneut den Gesamtweltcup. Am 26. März 2016 stellte er mit 254,958 km/h in Vars einen neuen Weltrekord auf und überbot damit die nur ein Jahr alte Bestmarke seines Bruders.

## Erfolge

### Weltcup
- 42 Podestplätze, davon 23 Siege:

|           | Datum            | Ort         | Land       |
| --------- | ---------------- | ----------- | ---------- |
| Speed One |                  |             |            |
| 01        | 2. März 2007     | Sun Peaks   | Kanada     |
| 02        | 20. März 2007    | Hundjfallet | Schweden   |
| 03        | 27. März 2007    | Salla       | Finnland   |
| 04        | 2. Februar 2008  | Vars        | Frankreich |
| 05        | 6. März 2008     | Sun Peaks   | Kanada     |
| 06        | 7. März 2008     | Sun Peaks   | Kanada     |
| 07        | 27. März 2008    | Salla       | Finnland   |
| 08        | 28. März 2008    | Salla       | Finnland   |
| 09        | 1. April 2008    | Hundjfallet | Schweden   |
| 10        | 5. März 2010     | Sun Peaks   | Kanada     |
| 11        | 15. März 2010    | Salla       | Finnland   |
| 12        | 16. März 2010    | Salla       | Finnland   |
| 13        | 21. März 2010    | Idre        | Schweden   |
| 14        | 29. März 2011    | Salla       | Finnland   |
| 15        | 30. März 2011    | Salla       | Finnland   |
| 16        | 3. März 2013     | Sun Peaks   | Kanada     |
| 17        | 7. April 2013    | Grandvalira | Andorra    |
| 18        | 22. Februar 2014 | Grandvalira | Andorra    |
| 19        | 2. März 2015     | Grandvalira | Andorra    |
| 20        | 12. März 2015    | Sun Peaks   | Kanada     |
| 21        | 13. März 2015    | Sun Peaks   | Kanada     |
| 22        | 4. März 2016     | Sun Peaks   | Kanada     |
| 23        | 13. März 2016    | Grandvalira | Andorra    |

- Weltcupplatzierung

| Saison | Gesamt | Klasse |
| ------ | ------ | ------ |
| 2007   | 2.     | S1     |
| 2008   | 1.     | S1     |
| 2010   | 2.     | S1     |
| 2011   | 2.     | S1     |
| 2012   | 2.     | S1     |
| 2013   | 2.     | S1     |
| 2014   | 2.     | S1     |
| 2015   | 1.     | S1     |